# Europese kampioenschappen atletiek 2022

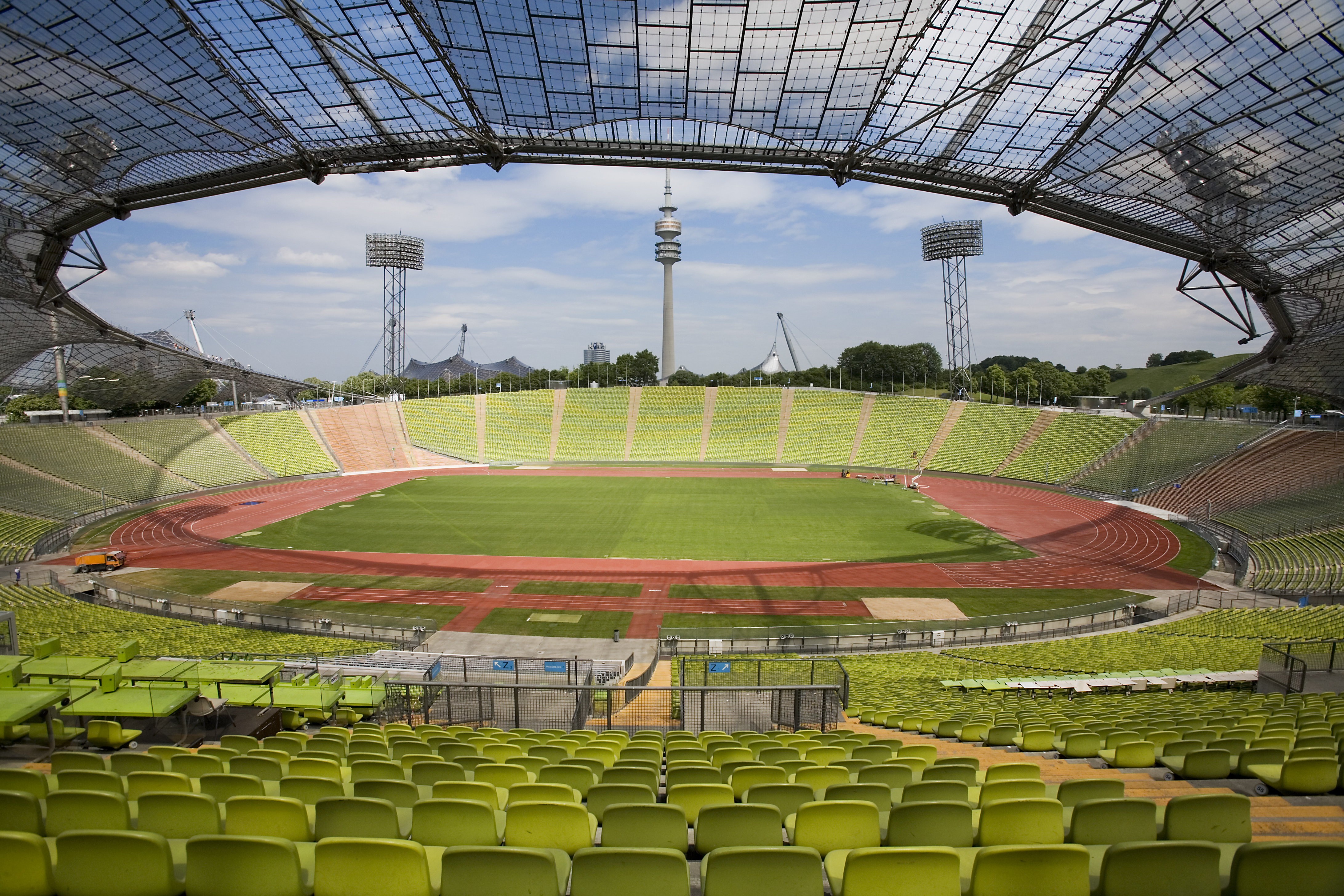
Olympiastadion

De Europese kampioenschappen atletiek van 2022 werden gehouden van 15 tot en met 21 augustus 2022 in het Olympiastadion in München, Duitsland. Deze vijfentwintigste editie van het evenement werd georganiseerd door de European Athletic Association (EAA). Aan deze editie deden 1540 atleten uit 47 landen mee die om de medailles streden in vijftig disciplines.
Het atletiektoernooi is eens in de vier jaar onderdeel van de Europese Kampioenschappen, een evenement waar in 2022 ook acht andere sporten deel van uitmaakten. Gedurende de Europese Kampioenschappen van 2022 werd naast atletiek ook gestreden om de Europese titels in acht andere sportdisciplines: beachvolleybal, kano-vlakwatersprint, wielersport (wegwielrennen, baanwielrennen, BMX freestyle, mountainbiken), roeien, sportklimmen, tafeltennis, triatlon en turnen.

## Wedstrijdschema
Het wedstrijdschema werd op 17 januari bekendgemaakt.
| S | Series | Q | Kwalificaties | ½ | Halve finales | F | Finale |

| O = ochtendsessie, M = middagsessie |        |        |        |        |        |        |        |        |        |        |        |        |        |        |        |
| Datum                               | 15 aug | 15 aug | 16 aug | 16 aug | 16 aug | 17 aug | 17 aug | 17 aug | 18 aug | 18 aug | 19 aug | 19 aug | 20 aug | 20 aug | 21 aug |
| Onderdeel                           | O      | M      | O      | M      | M      | O      | M      | M      | O      | M      | O      | M      | O      | M      | M      |
| 100 m                               | S      |        |        | ½      | F      |        |        |        |        |        |        |        |        |        |        |
| 200 m                               |        |        |        |        |        |        |        |        | S      | ½      |        | F      |        |        |        |
| 400 m                               |        | S      | ½      |        |        |        | F      | F      |        |        |        |        |        |        |        |
| 800 m                               |        |        |        |        |        |        |        |        | S      |        |        | ½      |        |        | F      |
| 1500 m                              |        | S      |        |        |        |        |        |        |        | F      |        |        |        |        |        |
| 5000 m                              |        |        |        | F      | F      |        |        |        |        |        |        |        |        |        |        |
| 10.000 m                            |        |        |        |        |        |        |        |        |        |        |        |        |        |        | F      |
| Marathon                            | F      |        |        |        |        |        |        |        |        |        |        |        |        |        |        |
| 3000 m steeple                      |        |        | S      |        |        |        |        |        |        |        |        | F      |        |        |        |
| 110 m horden                        |        |        | S      |        |        |        | ½      | F      |        |        |        |        |        |        |        |
| 400 m horden                        |        |        |        |        |        | S      |        |        | ½      |        |        | F      |        |        |        |
| Tienkamp                            | F      | F      | F      | F      | F      |        |        |        |        |        |        |        |        |        |        |
| Hoogspringen                        |        |        |        | Q      | Q      |        |        |        |        | F      |        |        |        |        |        |
| Polstokhoogspringen                 |        |        |        |        |        |        |        |        | Q      |        |        |        |        | F      |        |
| Verspringen                         | Q      |        |        | F      | F      |        |        |        |        |        |        |        |        |        |        |
| Hink-stap-sprong                    |        | Q      |        |        |        |        | F      | F      |        |        |        |        |        |        |        |
| Kogelstoten                         | Q      | F      |        |        |        |        |        |        |        |        |        |        |        |        |        |
| Discuswerpen                        |        |        |        |        |        | Q      |        |        |        |        |        | F      |        |        |        |
| Kogelslingeren                      |        |        |        |        |        | Q      |        |        |        | F      |        |        |        |        |        |
| Speerwerpen                         |        |        |        |        |        |        |        |        |        |        | Q      |        |        |        | F      |
| 20 km snelwandelen                  |        |        |        |        |        |        |        |        |        |        |        |        | F      |        |        |
| 35 km snelwandelen                  |        |        | F      |        |        |        |        |        |        |        |        |        |        |        |        |
| 4 × 100 m estafette                 |        |        |        |        |        |        |        |        |        |        | S      |        |        |        | F      |
| 4 × 400 m estafette                 |        |        |        |        |        |        |        |        |        |        | S      |        |        | F      |        |

| O = ochtendsessie, M = middagsessie |        |        |        |        |        |        |        |        |        |        |        |        |        |        |        |        |
| Datum                               | 15 aug | 15 aug | 16 aug | 16 aug | 16 aug | 17 aug | 17 aug | 17 aug | 18 aug | 18 aug | 19 aug | 19 aug | 20 aug | 20 aug | 21 aug | 21 aug |
| Onderdeel                           | O      | M      | O      | M      | M      | O      | M      | M      | O      | M      | O      | M      | O      | M      | M      | M      |
| 100 m                               | S      |        |        | ½      | F      |        |        |        |        |        |        |        |        |        |        |        |
| 200 m                               |        |        |        |        |        |        |        |        | S      | ½      |        | F      |        |        |        |        |
| 400 m                               |        | S      | ½      |        |        |        | F      | F      |        |        |        |        |        |        |        |        |
| 800 m                               |        |        |        |        |        |        |        |        | S      |        | ½      |        |        | F      |        |        |
| 1500 m                              |        |        | S      |        |        |        |        |        |        |        |        | F      |        |        |        |        |
| 5000 m                              |        |        |        |        |        |        |        |        |        | F      |        |        |        |        |        |        |
| 10.000 m                            |        | F      |        |        |        |        |        |        |        |        |        |        |        |        |        |        |
| Marathon                            | F      |        |        |        |        |        |        |        |        |        |        |        |        |        |        |        |
| 3000 m steeple                      |        |        |        |        |        |        |        |        | S      |        |        |        |        | F      |        |        |
| 100 m horden                        |        |        |        |        |        |        |        |        |        |        |        |        |        | S      | ½      | F      |
| 400 m horden                        |        |        |        |        |        | S      |        |        | ½      |        |        | F      |        |        |        |        |
| Zevenkamp                           |        |        |        |        |        | F      | F      | F      | F      | F      |        |        |        |        |        |        |
| Hoogspringen                        |        |        |        |        |        |        |        |        |        |        | Q      |        |        |        | F      | F      |
| Polstokhoogspringen                 | Q      |        |        |        |        |        | F      | F      |        |        |        |        |        |        |        |        |
| Verspringen                         |        |        | Q      |        |        |        |        |        |        | F      |        |        |        |        |        |        |
| Hink-stap-sprong                    |        |        |        |        |        | Q      |        |        |        |        |        | F      |        |        |        |        |
| Kogelstoten                         | Q      | F      |        |        |        |        |        |        |        |        |        |        |        |        |        |        |
| Discuswerpen                        |        | Q      |        | F      | F      |        |        |        |        |        |        |        |        |        |        |        |
| Kogelslingeren                      |        |        | Q      |        |        |        | F      | F      |        |        |        |        |        |        |        |        |
| Speerwerpen                         |        |        |        |        |        |        |        |        | Q      |        |        |        |        | F      |        |        |
| 20 km snelwandelen                  |        |        |        |        |        |        |        |        |        |        |        |        | F      |        |        |        |
| 35 km snelwandelen                  |        |        | F      |        |        |        |        |        |        |        |        |        |        |        |        |        |
| 4 × 100 m estafette                 |        |        |        |        |        |        |        |        |        |        | S      |        |        |        | F      | F      |
| 4 × 400 m estafette                 |        |        |        |        |        |        |        |        |        |        | S      |        |        | F      |        |        |

## Medailles

### Mannen
| Onderdeel            | Goud | Goud       | Zilver                                                                                        | Zilver      | Brons                                                                                     | Brons       |
| -------------------- | --- | ---------- | --------------------------------------------------------------------------------------------- | ----------- | ----------------------------------------------------------------------------------------- | ----------- |
| 100 m                | Marcell Jacobs Italië | CR 9,95    | Zharnel Hughes Verenigd Koninkrijk                                                            | 9,99        | Jeremiah Azu Verenigd Koninkrijk                                                          | PB 10,13    |
| 200 m                | Zharnel Hughes Verenigd Koninkrijk                                                                                         | SB 20,07   | Nethaneel Mitchell-Blake Verenigd Koninkrijk                                                  | 20,17       | Filippo Tortu Italië                                                                      | 20,27       |
| 400 m                | Matthew Hudson-Smith Verenigd Koninkrijk                                                                                   | 44,53      | Ricky Petrucciani Zwitserland                                                                 | SB 45,03    | Alex Haydock-Wilson Verenigd Koninkrijk                                                   | 45,17       |
| 800 m                | Mariano García Spanje | PB 1.44,85 | Jake Wightman Verenigd Koninkrijk                                                             | SB 1.44,91  | Mark English Ierland                                                                      | 1.45,19     |
| 1500 m               | Jakob Ingebrigtsen Noorwegen                                                                                               | CR 3.32,76 | Jake Heyward Verenigd Koninkrijk                                                              | 3.34,44     | Mario García Spanje                                                                       | 3.34,88     |
| 5000 m               | Jakob Ingebrigtsen Noorwegen                                                                                               | 13.21,13   | Mohamed Katir Spanje                                                                          | SB 13.22,98 | Yemaneberhan Crippa Italië                                                                | 13.24,83    |
| 10.000 m             | Yemaneberhan Crippa Italië                                                                                                 | 27.46,13   | Zerei Kbrom Mezngi Noorwegen                                                                  | PB 27.46,94 | Yann Schrub Frankrijk                                                                     | PB 27.47,13 |
| 110 m horden         | Asier Martínez Spanje | EL 13,14   | Pascal Martinot-lagarde Frankrijk                                                             | EL 13,14    | Just Kwaou-mathey Frankrijk                                                               | 13,33       |
| 400 m horden         | Karsten Warholm Noorwegen                                                                                                  | CR 47,12   | Wilfried Happio Frankrijk                                                                     | 48,56       | Yasmani Copello Turkije                                                                   | 48,78       |
| 3000 m steeplechase  | Topi Raitanen Finland | 8.21,80    | Ahmed Abdelwahed Italië                                                                       | 8.22,35     | Osama Zoghlami Italië                                                                     | 8.23,44     |
| 4x100 m              | Verenigd Koninkrijk Jeremiah Azu Zharnel Hughes Jona Efoloko Nethaneel Mitchell-Blake Harry Aikines-Aryeetey Tommy Ramdhan | CR 37,67   | Frankrijk Méba-Mickaël Zeze Pablo Matéo Ryan Zeze Jimmy Vicaut                                | SB 37,94    | Polen Adrian Brzeziński Przemysław Słowikowski Patryk Wykrota Dominik Kopeć Mateusz Siuda | NR 38,15    |
| 4x400 m              | Verenigd Koninkrijk Matthew Hudson-Smith Charlie Dobson Lewis Davey Alex Haydock-Wilson Joe Brier Rio Mitcham              | SB 2.59,35 | België Alexander Doom Julien Watrin Kevin Borlée Dylan Borlée Jonathan Borlée Jonathan Sacoor | 2.59,49     | Frankrijk Gilles Biron Loïc Prévot Téo Andant Thomas Jordier Simon Boypa                  | SB 2.59,64  |
| Marathon details     | Richard Ringer Duitsland                                                                                                   | SB 2:10.21 | Maru Teferi Israël                                                                            | 2:10.23     | Gashau Ayale Israël                                                                       | SB 2:10.29  |
| Marathon details     | Israël | 6:31.48    | Duitsland                                                                                     | 6:35.52     | Spanje                                                                                    | 6:38.44     |
| 20 km snelwandelen   | Álvaro Martín Spanje | PB 1:19.11 | Perseus Karlström Zweden                                                                      | 1:19.23     | Diego García Carrera Spanje                                                               | SB 1:19.45  |
| 35 km snelwandelen   | Miguel Ángel López Spanje                                                                                                  | 2:26.49    | Christopher Linke Duitsland                                                                   | PB 2:29.30  | Matteo Giupponi Italië                                                                    | PB 2:30.34  |
| Hoogspringen         | Gianmarco Tamberi Italië                                                                                                   | 2,30       | Tobias Potye Duitsland                                                                        | 2,27        | Andrij Protsenko Oekraïne                                                                 | 2,27        |
| Polsstokhoogspringen | Armand Duplantis Zweden | CR 6,06    | Bo Kanda Lita Baehre Duitsland                                                                | 5,85        | Pål Haugen Lillefosse Noorwegen                                                           | 5,75        |
| Verspringen          | Miltiadis Tentoglou Griekenland                                                                                            | CR 8,52    | Thobias Montler Zweden                                                                        | 8,06        | Jules Pommery Frankrijk                                                                   | 8,06        |
| Hink-stap-sprong     | Pedro Pichardo Portugal | 17,50      | Andrea Dallavalle Italië                                                                      | 17,04       | Jean-Marc Pontvianne Frankrijk                                                            | 16,94       |
| Kogelstoten          | Filip Mihaljević Kroatië                                                                                                   | SB 21,88   | Armin Sinančević Servië                                                                       | 21,39       | Tomáš Staněk Tsjechië                                                                     | 21,26       |
| Discuswerpen         | Mykolas Alekna Litouwen | CR 69,78   | Kristjan Čeh Slovenië                                                                         | 68,28       | Lawrence Okoye Verenigd Koninkrijk                                                        | SB 67,14    |
| Kogelslingeren       | Wojciech Nowicki Polen | WL 82,00   | Bence Halász Hongarije                                                                        | PB 80,92    | Eivind Henriksen Noorwegen                                                                | 79,45       |
| Speerwerpen          | Julian Weber Duitsland | 87,66      | Jakub Vadlejch Tsjechië                                                                       | 87,28       | Lassi Etelätalo Finland                                                                   | PB 86,44    |
| Tienkamp             | Niklas Kaul Duitsland | SB 8545    | Simon Ehammer Zwitserland                                                                     | NR 8468     | Janek Õiglane Estland                                                                     | 8346        |

### Vrouwen
| Onderdeel            | Goud                                                                                             | Goud          | Zilver | Zilver     | Brons                                                                                                  | Brons       |
| -------------------- | ------------------------------------------------------------------------------------------------ | ------------- | --- | ---------- | --- | ----------- |
| 100 m                | Gina Lückenkemper Duitsland                                                                      | =SB 10,99     | Mujinga Kambundji Zwitserland                                                                                            | 10,99      | Daryll Neita Verenigd Koninkrijk                                                                       | 11,00       |
| 200 m                | Mujinga Kambundji Zwitserland                                                                    | 22,32         | Dina Asher-Smith Verenigd Koninkrijk                                                                                     | 22,43      | Ida Karstoft Denemarken                                                                                | 22,72       |
| 400 m details        | Femke Bol Nederland                                                                              | EL, NR 49,44  | Natalia Kaczmarek Polen                                                                                                  | 49,94      | Anna Kiełbasińska Polen                                                                                | 50,29       |
| 800 m                | Keely Hodgkinson Verenigd Koninkrijk                                                             | 1.59,04       | Rénelle Lamote Frankrijk                                                                                                 | 1.59,49    | Anna Wielgosz Polen                                                                                    | 1.59,87     |
| 1500 m               | Laura Muir Verenigd Koninkrijk                                                                   | 4.01,08       | Ciara Mageean Ierland | 4.02,56    | Sofia Ennaoui Polen                                                                                    | 4.03,59     |
| 5000 m               | Konstanze Klosterhalfen Duitsland                                                                | 14.50,47      | Yasemin Can Turkije | 14.56,91   | Eilish McColgan Verenigd Koninkrijk                                                                    | 14.59,34    |
| 10.000 m             | Yasemin Can Turkije                                                                              | SB 30.32,57   | Eilish McColgan Verenigd Koninkrijk                                                                                      | 30.41,05   | Lonah Chemtai Salpeter Israël                                                                          | NR 30.46,37 |
| 100 m horden         | Pia Skrzyszowska Polen                                                                           | 12,53         | Luca Kozák Hongarije | =NR 12,69  | Ditaji Kambundji Zwitserland                                                                           | 12,74       |
| 400 m horden details | Femke Bol Nederland                                                                              | CR 52,67      | Viktorija Tkatsjoek Oekraïne                                                                                             | 54,30      | Anna Ryzhykova Oekraïne                                                                                | 54,86       |
| 3000 m steeplechase  | Luiza Gega Albanië                                                                               | CR 9.11,31    | Lea Meyer Duitsland | PB 9.15,35 | Elizabeth Bird Verenigd Koninkrijk                                                                     | 9.23,18     |
| 4x100 m              | Duitsland Alexandra Burghardt Lisa Mayer Gina Lückenkemper Rebekka Haase Jessica-Bianca Wessolly | 42,34         | Frankrijk Pia Skrzyszowska Anna Kiełbasińska Marika Popowicz-Drapała Ewa Swoboda Magdalena Stefanowicz Martyna Kotwiła   | NR 42,61   | Polen Zaynab Dosso Dalia Kaddari Anna Bongiorni Alessia Pavese Gloria Hooper                           | 42,84       |
| 4x400 m              | Nederland Eveline Saalberg Lieke Klaver Lisanne de Witte Femke Bol Andrea Bouma Laura de Witte   | EL,NR 3.20,87 | Polen Anna Kiełbasińska Iga Baumgart-Witan Justyna Święty-Ersetic Natalia Kaczmarek Kinga Gacka Małgorzata Hołub-Kowalik | SB 3.21,68 | Verenigd Koninkrijk Victoria Ohuruogu Ama Pipi Jodie Williams Nicole Yeargin Zoey Clark Laviai Nielsen | SB 3.21,74  |
| Marathon details     | Aleksandra Lisowska Polen                                                                        | SB 2:28.36    | Matea Parlov Koštro Kroatië                                                                                              | 2:28.42    | Nienke Brinkman Nederland                                                                              | 2:28.52     |
| Marathon details     | Duitsland                                                                                        | 7:28.48       | Spanje | 7:39.25    | Polen                                                                                                  | 7:40.54     |
| 20 km snelwandelen   | Antigoni Drisbioti Griekenland                                                                   | PB 1:29.03    | Katarzyna Zdziebło Polen                                                                                                 | 1:29.20    | Saskia Feige Duitsland                                                                                 | PB 1:29.25  |
| 35 km snelwandelen   | Antigoni Drisbioti Griekenland                                                                   | 2:47.00       | Raquel González Spanje                                                                                                   | 2:49.10    | Viktória Madarász Hongarije                                                                            | PB 2:49.58  |
| Hoogspringen         | Jaroslava Mahoetsjich Oekraïne                                                                   | 1,95          | Marija Vuković Montenegro                                                                                                | 1,95       | Angelina Topić Servië                                                                                  | 1,93        |
| Polsstokhoogspringen | Wilma Murto Finland                                                                              | =CR 4,85      | Ekaterini Stefanidi Griekenland                                                                                          | SB 4,75    | Tina Šutej Slovenië                                                                                    | 4,75        |
| Verspringen          | Ivana Vuleta Servië                                                                              | =SB 7,06      | Malaika Mihambo Duitsland                                                                                                | 7,03       | Jazmin Sawyers Verenigd Koninkrijk                                                                     | 6,80        |
| Hink-stap-sprong     | Maryna Bekh-Romanchuk Oekraïne                                                                   | EL 15,02      | Kristiina Mäkelä Finland                                                                                                 | NR 14,64   | Hanna Knyazyeva-Minenko Israël                                                                         | 14,45       |
| Kogelstoten          | Jessica Schilder Nederland                                                                       | EL,NR 20,24   | Auriol Dongmo Portugal                                                                                                   | NR 19,82   | Jorinde van Klinken Nederland                                                                          | 18,94       |
| Discuswerpen         | Sandra Perković Kroatië                                                                          | 67,95         | Kristin Pudenz Duitsland                                                                                                 | PB 67,87   | Claudine Vita Estland                                                                                  | SB 65,20    |
| Kogelslingeren       | Bianca Florentina Ghelber Roemenië                                                               | 72,72         | Ewa Różańska Polen | PB 72,12   | Sara Fantini Italië                                                                                    | 71,58       |
| Speerwerpen          | Elina Tzengko Griekenland                                                                        | PB 65,81      | Adriana Vilagoš Servië                                                                                                   | 62,01      | Barbora Špotáková Tsjechië                                                                             | 60,68       |
| Zevenkamp            | Nafissatou Thiam België                                                                          | 6628          | Adrianna Sułek Polen | 6532       | Annik Kälin Zwitserland                                                                                | NR 6515     |

### Legenda
- CR = Kampioenschapsrecord (Championship Record)
- SB = Beste persoonlijke seizoensprestatie (Seasonal Best)
- PB = Persoonlijk record (Personal Best)
- NR = Nationaal record (National Record)
- ER = Europees record (European Record)
- EL = Europese beste seizoensprestatie (European Leading)
- WL = 's Werelds beste seizoensprestatie (World Leading)
- WJ = Wereld juniorenrecord (World Junior Record)
- WR = Wereldrecord (World Record)

## Prestaties Belgische en Nederlandse selecties

### België
De Belgische selectie bestond uit 48 atleten.
Vrouwen
| Atleet                                                                                    | Onderdeel      | Ronde                                                                            | Prestatie                                         | Plaats                               |
| ----------------------------------------------------------------------------------------- | -------------- | -------------------------------------------------------------------------------- | ------------------------------------------------- | ------------------------------------ |
| Rani Rosius                                                                               | 100 m          | series halve finales                                                             | 11,47 11,53                                       | 10e 19e                              |
| Delphine Nkansa                                                                           | 100 m          | series halve finales                                                             | 23,08 23,28                                       | 5e 11e                               |
| Imke Vervaet                                                                              | 200 m          | series halve finales                                                             | PB 23,05 23,48                                    | 4e 18e                               |
| Cynthia Bolingo                                                                           | 400 m          | series halve finales finale                                                      | bye 50,83 50.94                                   | 6e 7e                                |
| Camille Laus                                                                              | 400 m          | series halve finales                                                             | 51,91 54.28                                       | 7e 24e                               |
| Naomi Van den Broeck                                                                      | 400 m          | series                                                                           | 52,80                                             | 16e                                  |
| Vanessa Scaunet                                                                           | 800 m          | series                                                                           | DNF                                               | -                                    |
| Elise Vanderelst                                                                          | 1500 m         | series                                                                           | 4.07,62                                           | 17e                                  |
| Lisa Rooms                                                                                | 5000 m         | finale                                                                           | PB 15.50,59                                       | 15e                                  |
| Mieke Gorissen                                                                            | Marathon       | finale                                                                           | 2:31.48                                           | 13e                                  |
| Hanne Verbruggen                                                                          | Marathon       | finale                                                                           | SB 2:29.44                                        | 8e                                   |
| Eline Dalemans                                                                            | 3000 m steeple | series                                                                           | 10.15,73                                          | 29e                                  |
| Anne Zagré                                                                                | 100 m horden   | series halve finales                                                             | 13,12                                             | 2e 13e                               |
| Paulien Couckuyt                                                                          | 400 m horden   | series halve finales                                                             | bye 56,14                                         | 13e                                  |
| Hanne Claes                                                                               | 400 m horden   | series halve finales                                                             | bye 55,31                                         | 9e                                   |
| Nina Hespel                                                                               | 400 m horden   | series halve finales                                                             | 56,72 59,15                                       | 10e 23e                              |
| Vanessa Sterckendries                                                                     | Hamerslingeren | kwalificaties                                                                    | 66,95                                             | 18e                                  |
| Nafissatou Thiam                                                                          | Zevenkamp      | 100 m horden hoogspringen kogelstoten 200 m verspringen speerwerpen 800 m totaal | 13,34 CB 1,98 14,95 24,64 6,08 48,89 2.17,95 6628 | 3e · 1e · 3e · 10e · 9e · 4e · 10e · |
| Noor Vidts                                                                                | Zevenkamp      | 100 m horden hoogspringen kogelstoten 200 m verspringen speerwerpen 800 m totaal | 13,26 1,83 13,86 24,14 6,31 PB 41,82 2.09,63 6467 | 2e 4e 9e 2e 4e 11e 2e 4e             |
| Elise Mehuys Delphine Nkansa Rani Vincke Rani Rosius                                      | 4 x 100 m      | series finale                                                                    | 43,58 43,98                                       | 7e 6e                                |
| Cynthia Bolingo Hanne Claes Helena Ponette Camille Laus Imke Vervaet Naomi Van den Broeck | 4 x 400 m      | series finale                                                                    | 3.25,44 NR 3.22,12                                | 2e 4e                                |

Mannen
| Atleet                                                                                          | Onderdeel           | Ronde                       | Prestatie                  | Plaats   |
| ----------------------------------------------------------------------------------------------- | ------------------- | --------------------------- | -------------------------- | -------- |
| Kobe Vleminckx                                                                                  | 100 m               | series halve finales        | 10,34                      | 9e 19e   |
| Robin Vanderbemden                                                                              | 200 m               | series                      | 20,90                      | 15e      |
| Dylan Borlée                                                                                    | 400 m               | series halve finales finale | bye 45,67 45,39            | 10e 5e   |
| Kevin Borlée                                                                                    | 400 m               | series halve finales        | bye DNF                    | -        |
| Alexander Doom                                                                                  | 400 m               | series halve finales        | bye 45,77                  | 13e      |
| Eliott Crestan                                                                                  | 800 m               | series halve finales finale | 1.47,41 1.47,13 SB 1.45,68 | 8e 5e 8e |
| Tibo De Smet                                                                                    | 800 m               | series halve finales        | 1.46,48 1.49,10            | 4e 14e   |
| Aurèle Vandeputte                                                                               | 800 m               | series                      | 1.48,46                    | 30e      |
| Ismael Debjani                                                                                  | 1500 m              | series finale               | 3.38,96 3.43,28            | 9e 12e   |
| Ruben Verheyden                                                                                 | 1500 m              | series                      | 3.44,76                    | 25e      |
| Tarik Moukrime                                                                                  | 1500 m              | series                      | 3.41,46                    | 21e      |
| Michael Somers                                                                                  | 5000 m              | finale                      | 13.57,82                   | 23e      |
| Michael Somers                                                                                  | 10.000 m            |                             |                            |          |
| Isaac Kimeli                                                                                    | 5000 m              | finale                      | 13.33,39                   | 11e      |
| Isaac Kimeli                                                                                    | 10.000 m            | finale                      |                            |          |
| Simon Debognies                                                                                 | 10.000 m            | finale                      | 28.08,60                   | 13e      |
| Koen Naert                                                                                      | Marathon            | finale                      | 2:11.28                    | 8e       |
| Soufiane Bouchikhi                                                                              | Marathon            | finale                      | DNF                        | -        |
| Nicolaï Saké                                                                                    | Marathon            | finale                      | DNF                        | -        |
| Remi Schyns                                                                                     | 3000 m steeple      | series                      | 9.21,85                    | 31e      |
| Tim Van de Velde                                                                                | 3000 m steeple      | series                      | 8.38,23                    | 17e      |
| Michael Obasuyi                                                                                 | 110 m horden        | series                      | 13,90                      | 17e      |
| Julien Watrin                                                                                   | 400 m horden        | series halve finales finale | bye PB 48,81 48,98         | 3e 6e    |
| Dries Van Nieuwenhove                                                                           | 400 m horden        | series halve finales        | 50,85 51,14                | 19e; 24e |
| Thomas Carmoy                                                                                   | Hoogspringen        | kwalificatie finale         | 2,21 2,23                  | 1e 5e    |
| Ben Broeders                                                                                    | Polstokhoogspringen | kwalificatie                | 5,50                       | 15e      |
| Philip Milanov                                                                                  | Discuswerpen        | kwalificatie                | 61,04                      | 6e       |
| Timothy Herman                                                                                  | Speerwerpen         | kwalificatie finale         | 77,20 74,84                | 12e 10e  |
| Niels Pittomvils                                                                                | Tienkamp            | totaal                      | SB 7862                    | 12e      |
| Robin Vanderbemden Ward Merckx Jordan Paquot Kobe Vleminckx Jordan Pacquot Simon Verherstraeten | 4 x 100 m           | series finale               | 38,73 39,01                | 5e 6e    |
| Alexander Doom Julien Watrin Kevin Borlée Dylan Borlée Jonathan Sacoor Jonathan Borlée          | 4 x 400 m           | series finale               | 3.01,81 2.59,49            | 4e ·     |

### Nederland
De Nederlandse selectie bestond uit 61 atleten. Een aantal van hen heeft zich wegens ziekte of blessures afgemeld, waaronder Dafne Schippers (100 m), Marije van Hunenstijn (200 m), en Benjamin de Haan (10.000 m).
Vrouwen
| Atleet                                                                               | Onderdeel    | Ronde                                                                            | Prestatie                                      | Plaats                        |
| ------------------------------------------------------------------------------------ | ------------ | -------------------------------------------------------------------------------- | ---------------------------------------------- | ----------------------------- |
| Jamile Samuel                                                                        | 200 m        | series halve finales                                                             | 23,00 23,13                                    | 3e 8e                         |
| Lieke Klaver                                                                         | 200 m        | series halve finales finale                                                      | bye 22,92 22,88                                | 4e 5e                         |
| Lieke Klaver                                                                         | 400 m        | series halve finales finale                                                      | bye 50,59 50,56                                | 4e 6e                         |
| Femke Bol                                                                            | 400 m        | series halve finales finale                                                      | bye 50,60 EL,NR 49,44                          | · 5e ·                        |
| Femke Bol                                                                            | 400 m horden | series halve finales finale                                                      | bye 53,73 CR 52,67                             | · 1e ·                        |
| Eveline Saalberg                                                                     | 400 m        | series halve finales                                                             | 51.81 52,45                                    | 6e 19e                        |
| Diane van Es                                                                         | 5000 m       | finale                                                                           | 15.26,44                                       | 13e                           |
| Maureen Koster                                                                       | 5000 m       | finale                                                                           | 15.03,29                                       | 4e                            |
| Silke Jonkman                                                                        | 10.000 m     | finale                                                                           | 32.30,92                                       | 11e                           |
| Jasmijn Lau                                                                          | 10.000 m     | finale                                                                           | SB 33.14,00                                    | 16e                           |
| Nienke Brinkman                                                                      | Marathon     | finale                                                                           | 2:28.52                                        | Brons                         |
| Jill Holterman                                                                       | Marathon     | finale                                                                           | SB 2:35.25                                     | 21e                           |
| Ruth van der Meijden                                                                 | Marathon     | finale                                                                           | DNF                                            | -                             |
| Bo Ummels                                                                            | Marathon     | finale                                                                           | 3:00.56                                        | 52e                           |
| Maayke Tjin A-Lim                                                                    | 100 m horden | series halve finales                                                             | 13,26 13,21                                    | 4e 19e                        |
| Zoë Sedney                                                                           | 100 m horden | series halve finales                                                             | bye 13,42                                      | 21e                           |
| Nadine Visser                                                                        | 100 m horden | series halve finales finale                                                      | bye 12,74 12,75                                | 4e                            |
| Britt Weerman                                                                        | Hoogspringen | kwalificatie finale                                                              | 1,87 1,93                                      | q 4e                          |
| Benthe König                                                                         | Kogelstoten  | kwalificatie                                                                     | 17,27                                          | 13e                           |
| Jessica Schilder                                                                     | Kogelstoten  | kwalificatie finale                                                              | 18,95 EL,NR 20,24                              | 2e ·                          |
| Jorinde van Klinken                                                                  | Kogelstoten  | kwalificatie finale                                                              | 18,62 18,94                                    | 4e ·                          |
| Jorinde van Klinken                                                                  | Discuswerpen | kwalificatie finale                                                              | 62,18 64.43                                    | 7e 4e                         |
| Alida van Daalen                                                                     | Discuswerpen | kwalificatie                                                                     | 56,05                                          | 18e                           |
| Sofie Dokter                                                                         | Zevenkamp    | 100 m horden hoogspringen kogelstoten 200 m verspringen speerwerpen 800 m totaal | 13,81 1,80 12,78 24.57 5,82 35,82 2.21,29 5811 | 14e 6e 18e 9e 14e 15e 11e 13e |
| Emma Oosterwegel                                                                     | Zevenkamp    | 100 m horden hoogspringen kogelstoten 200 m verspringen speerwerpen 800 m totaal | DNF DNS -                                      |                               |
| Anouk Vetter                                                                         | Zevenkamp    | 100 m horden hoogspringen kogelstoten 200 m verspringen speerwerpen 800 m totaal | 13,37 1,71 15,68 24,00 6,27 DNS -              | 4e 20e 1e 5e                  |
| N'ketia Seedo Zoë Sedney Jamile Samuel Naomi Sedney Minke Bisschops                  | 4 x 100 m    | series finale                                                                    | 43,75 SB 43,03                                 | 8e 5e                         |
| Eveline Saalberg Lieke Klaver Lisanne de Witte Femke Bol Andrea Bouma Laura de Witte | 4 x 400 m    | series finale                                                                    | 3.25,85 EL, NR 3.20,87                         | 3e ·                          |

Mannen
| Atleet                                                       | Onderdeel           | Ronde | Prestatie                                                             | Plaats                                  |
| ------------------------------------------------------------ | ------------------- | --- | --------------------------------------------------------------------- | --------------------------------------- |
| Joris van Gool                                               | 100 m               | series | 10,45                                                                 | 14e                                     |
| Taymir Burnet                                                | 200 m               | series halve finales | 20,48 SB 20,44                                                        | 2e 10e                                  |
| Jochem Dobber                                                | 400 m               | series | SB 46,36                                                              | 22e                                     |
| Liemarvin Bonevacia                                          | 400 m               | series halve finales finale                                                                                               | bye 45,40 SB 45,17                                                    | 6e 4e                                   |
| Tony van Diepen                                              | 800 m               | series halve finales | 1.47,67 1.47,64                                                       | 16e 6e                                  |
| Djoao Lobles                                                 | 800 m               | series | 1.48,00                                                               | 23e                                     |
| Mike Foppen                                                  | 5000 m              | finale | 13.27,93                                                              | 5e                                      |
| Tom Hendrikse                                                | Marathon            | finale | SB 2:19.21                                                            | 40e                                     |
| Ronald Schröer                                               | Marathon            | finale | 2:19.40                                                               | 42e                                     |
| Koen Smet                                                    | 110 m horden        | series halve finales | 13,88 14,06                                                           | 14e 23e                                 |
| Ramsey Angela                                                | 400 m horden        | series halve finales | 49,51 49,99                                                           | 5e 19e                                  |
| Nick Smidt                                                   | 400 m horden        | series halve finales | 50,06 50,29                                                           | 8e 20e                                  |
| Douwe Amels                                                  | Hoogspringen        | kwalificatie finale | 2,21 NM                                                               | 5e -                                    |
| Rutger Koppelaar                                             | Polstokhoogspringen | kwalificatie finale | 5,65 5,75                                                             | 1e 4e                                   |
| Menno Vloon                                                  | Polstokhoogspringen | kwalificatie finale | 5,65 NM                                                               | 5e -                                    |
| Ruben Rolvink                                                | Discuswerpen        | kwalificatie | 60,12                                                                 | 19e                                     |
| Denzel Comenentia                                            | Kogelslingeren      | kwalificatie | 68,89                                                                 | 23e                                     |
| Sven Roosen                                                  | Tienkamp            | 100 m verspringen kogelstoten hoogspringen 400 m 110 m horden discuswerpen polsstokhoogspringen speerwerpen 1500 m totaal | 10,83 7,14 14,13 1,84 47,69 14,45 38,40 PB 4,80 59,74 4.18,43 SB 8021 | 4e 12e 15e 18e 4e 7e 16e 12e 10e 3e 10e |
| Rik Taam                                                     | Tienkamp            | 100 m verspringen kogelstoten hoogspringen 400 m 110 m horden discuswerpen polsstokhoogspringen speerwerpen 1500 m totaal | 10,76 7,29 13,97 1,93 47,61 DNS -                                     | 2e 5e 17e 15e 2e                        |
| Elvis Afrifa Taymir Burnet Joris van Gool Raphael Bouju      | 4 x 100 m           | series finale | 38,83 SB 38,25                                                        | 6e 4e                                   |
| Isayah Boers Liemarvin Bonevacia Jochem Dobber Ramsey Angela | 4 x 400 m           | series finale | 3.01,57 SB 3.01,34                                                    | 2e 5e                                   |

## Medaillespiegel
| Plaats | Land                | Goud | Zilver | Brons | Totaal |
| 1      | Duitsland           | 7    | 7      | 2     | 16     |
| 2      | Verenigd Koninkrijk | 6    | 6      | 8     | 20     |
| 3      | Spanje              | 4    | 3      | 3     | 10     |
| 4      | Griekenland         | 4    | 1      | 0     | 5      |
| 5      | Nederland           | 4    | 0      | 2     | 6      |
| 6      | Polen               | 3    | 6      | 5     | 14     |
| 7      | Italië              | 3    | 2      | 6     | 11     |
| 8      | Noorwegen           | 3    | 2      | 1     | 6      |
| 9      | Oekraïne            | 2    | 1      | 2     | 5      |
| 10     | Finland             | 2    | 1      | 1     | 4      |
| 11     | Kroatië             | 2    | 1      | 0     | 3      |
| 12     | Zwitserland         | 1    | 3      | 2     | 6      |
| 13     | Servië              | 1    | 2      | 1     | 4      |
| 14     | Zweden              | 1    | 2      | 0     | 3      |
| 15     | Israël              | 1    | 1      | 3     | 5      |
| 16     | Turkije             | 1    | 1      | 1     | 3      |
| 17     | België              | 1    | 1      | 0     | 2      |
| 17     | Portugal            | 1    | 1      | 0     | 2      |
| 19     | Albanië             | 1    | 0      | 0     | 1      |
| 19     | Litouwen            | 1    | 0      | 0     | 1      |
| 19     | Roemenië            | 1    | 0      | 0     | 1      |
| 22     | Frankrijk           | 0    | 4      | 5     | 9      |
| 23     | Hongarije           | 0    | 2      | 1     | 3      |
| 24     | Tsjechië            | 0    | 1      | 2     | 3      |
| 25     | Ierland             | 0    | 1      | 1     | 2      |
| 25     | Slovenië            | 0    | 1      | 1     | 2      |
| 27     | Montenegro          | 0    | 1      | 0     | 1      |
| 28     | Denemarken          | 0    | 0      | 1     | 1      |
| 28     | Estland             | 0    | 0      | 1     | 1      |
| Totaal | Totaal              | 50   | 50     | 50    | 150    |

Bron: European Athletics
1934 ·
1938 ·
1946 ·
1950 ·
1954 ·
1958 ·
1962 ·
1966 ·
1969 ·
1971 ·
1974 ·
1978 ·
1982 ·
1986 ·
1990 ·
1994 ·
1998 ·
2002 ·
2006 ·
2010 ·
2012 ·
2014 ·
2016 ·
2018 ·
2022 ·
2024
Belgische medaillewinnaars · Nederlandse medaillewinnaars